# Tembalang (Wlingi)
Tembalang is een bestuurslaag in het regentschap Blitar van de provincie Oost-Java, Indonesië. Tembalang telt 1312 inwoners (volkstelling 2010).